# Căderea Saigonului
Căderea Saigonului, cunoscut și sub denumirea de Eliberarea Saigonului, a fost capturarea Saigonului, capitala Vietnamului de Sud, de către Armata Populară din Vietnam (PAVN) și Viet Cong la 30 aprilie 1975. Evenimentul a marcat sfârșitul războiului din Vietnam și începutul unei perioade de tranziție către reunificarea oficială a Vietnamului în Republica Socialistă Vietnam.
PAVN, sub comanda generalului Văn Tiến Dũng, și-a început atacul final la Saigon pe 29 aprilie 1975, cu forțele Armatei Republicii Vietnam (ARVN) comandate de generalul Nguyễn Văn Toàn suferind un bombardament greu de artilerie. Acest bombardament de pe Aeroportul Internațional Tan Son Nhat a ucis ultimii doi militari americani în luptă în Vietnam, Charles McMahon și Darwin Judge. Până după-amiaza zilei următoare, PAVN a ocupat punctele importante ale orașului și și-a ridicat drapelul peste palatul prezidențial din Vietnamul de Sud. Orașul a fost redenumit Hồ Chí Minh City, după fostul președinte al Vietnamului de Nord, Ho Și Min.
Capturarea orașului a fost precedată de Operațiunea Frequent Wind, evacuarea aproape întregului personal civil și militar american din Saigon, împreună cu zeci de mii de civili sud-vietnamezi care au fost asociați cu regimul sudic. Evacuarea a fost cea mai mare evacuare cu elicopterul din istorie.:202  Pe lângă evacuarea refugiaților, sfârșitul războiului și instituirea noilor reguli de către comuniști au cauzat o scădere a populației orașului.

## Legături externe
- "Saigon's Finale" - The New York Times.
- "1975: Saigon surrenders" - BBC News.
- Fall of Saigon (1975) la Internet Archive
- Last Days in Vietnam on Youtube

1. ↑  North and South were merged as the Socialist Republic of Vietnam in July 1976 and the PRG was dissolved.